# 裴向誠
裴向誠（越南语：／，1867年—？），越南阮朝舉人、官員。

## 生平
裴向誠是河南省珠球社（今属河南省府里市）人，阮朝大臣裴殷年之子。
1897年（成泰九年）在河南場中丁酉科舉人。
裴向誠曾任建瑞知府，在動員修建海防至塗山道路工程發揮了重要作用，深受地方士紳愛戴。今建瑞縣有一條道路以他的名字命名。